# Iambe

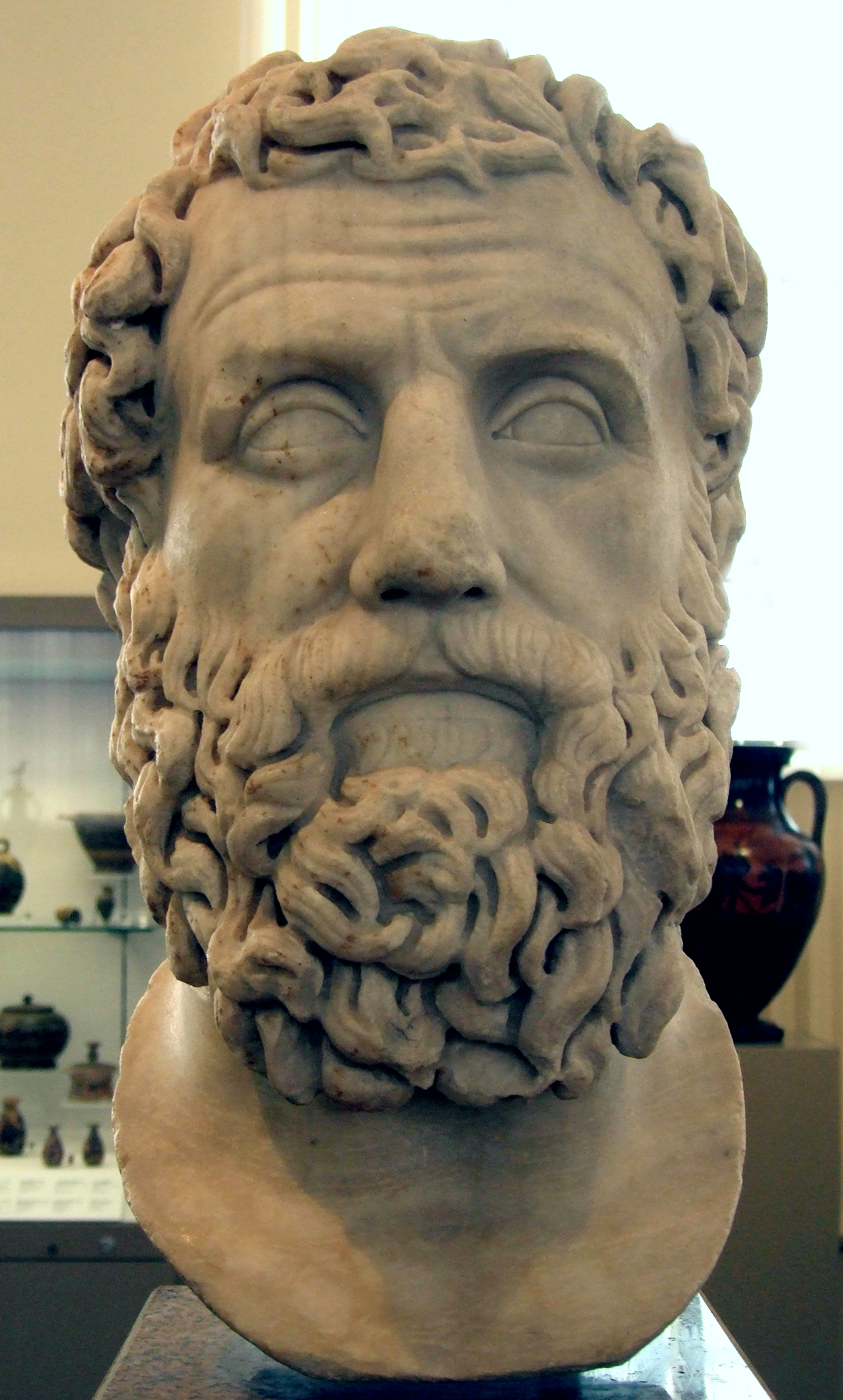
El poeta Arquíloc va destacar pels seus versos iàmbics

El iambe és un peu de mètrica constituït per una síl·laba breu i una altra de llarga. Originàriament, el iambe era un dels peus de la mètrica grecollatina. El ritme iàmbic en la mètrica catalana i en l'anglosaxona es produeix quan duen accent les síl·labes parelles d'un vers, és a dir, es tracta d'un peu format per una síl·laba no accentuada seguit d'una altra d'accentuada. Es considera que el peu iàmbic és més semblant a la cadència natural de la parla.
Es podria definir un iambe així: 
| da | DUM |

En la literatura grega, el iambe dona nom a la poesia iàmbica, la qual sembla tenir l'origen en les cançons populars lligades als cultes religiosos del naixement i la mort. La paraula, provinent del terme asiàtic iambo V, apareix per primera vegada en un text d'Arquíloc de Paros, amb el sentit de 'composició satírica'. Aquest tipus de poesia fa servir en la seva mètrica el iambe i el seu peu contrari, el troqueu.